# Прапор Бокас-дель-Торо

Прапор Бокас-дель-Торо

Прапор Бокас-дель-Торо — прапор панамської провінції Бокас-дель-Торо. Прапор затверджений у  1987 році.
Прапор поділений по діагоналі з верхнього лівого кута до нижнього правого на два трикутники. Ліва сторона - гірський зелений, що символізує велику кількість цього кольору в природі. Золотисто-жовта права сторона символізує колір банана, найважливішого продукту, який підтримував провінцію з моменту її створення та який досі є частиною економіки. Зірки позначають райони, які складають провінцію, символізуючи початкову літеру назви провінції. 